# Jonaguni
Jonaguni (与那国島; Jonaguni-dzsima; Hepburn: Yonaguni-jima; jonaguniul: どぅなん, Dunan; okinavaiul: ユナグニ, Junaguni) egyike a Jaejama-szigeteknek és Japán legnyugatibb lakott pontja. A Rjúkjú-szigetlánc legutolsó tagja, Tajvan keleti partjától 108 kilométerre helyezkedik el a Kelet-kínai-tenger és a Csendes-óceán között.
Japán 100 katonát állomásoztat a szigeten, hogy ellensúlyozza a növekvő számú kínai erőket a térségben.

## Földrajza

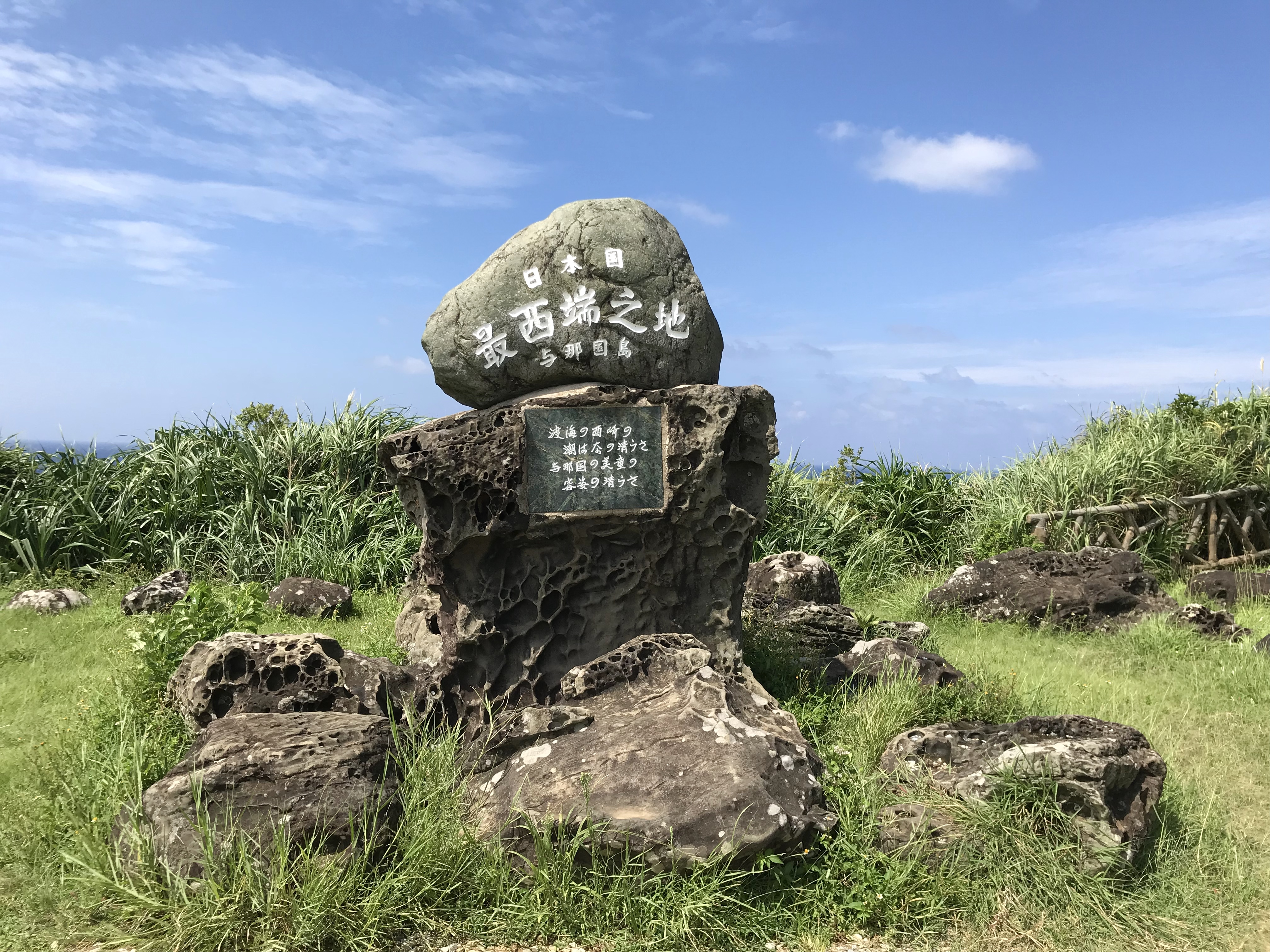
Japán legnyugatibb pontját jelölő Irizaki-fok

Jonaguni 28,88 km² területű, körülbelül 1700-an lakják. Az átlagos középhőmérséklet 23,9  °C, az évi csapadékmennyiség 3000 mm. A sziget közigazgatási központja Jonaguni város, a sziget északkeleti partján, ezen kívül még három város található a szigeten: Szonai, Kobura és Higava.
Jonaguni, pontosabban a sziget nyugati végén elhelyezkedő Irizaki-fok (é. sz. 24° 26′ 58″, k. h. 122° 56′ 01″24.449444°N 122.933611°EYonaguni (West)) Japán legnyugatibb pontja. Innen állítólag tiszta időben még Tajvan is látszik.

## Történelme
Az utolsó jégkorszak során Jonaguni összeköttetésbe került a kontinenssel.
A 12. században a Rjúkjúi Királyság fennhatósága alá került. A 17. században a Szacuma han birtokába került, majd 1879-ben névlegesen Japánhoz került.
A 20. század elején Jonaguni a nagyobbik Jaejama község része volt, amely a szomszédos Jaejama-szigeteket foglalta magába. 1948-ban független községgé vált. 1945 és 1972 között az Egyesült Államok megszállás alatt tartotta, ezután visszatért Japánhoz az Okinava prefektúra részeként.
1998. május 4-én egy tengeralatti földrengés elpusztította a sziget egy részét.

## Nevezetességek
Jonaguni Japánban a hanazakeról, egy 120 fokos (60%-os) rizsből készülő égetett szeszről (avamori) ismert, melyet csak itt készítenek. A sziget természetes élőhelye a jonaguni lónak, ezenkívül népszerű hely a búvárok számára, mivel telenként nagy számban jelennek meg vadászó pörölycápák a környező vizekben.

### A Jonaguni monumentum

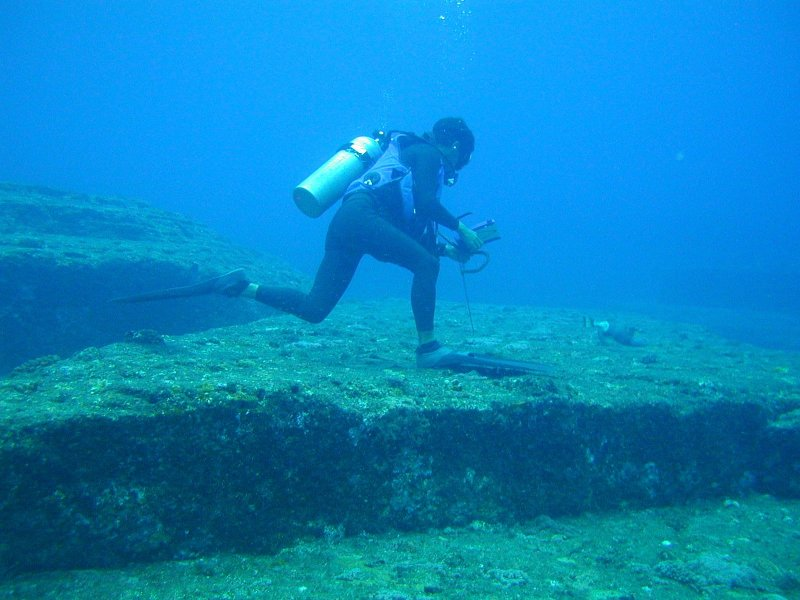
A Jonaguni monumentum víz alatti formációi

Az 1980-as években helyi búvárok egy figyelemre méltó vízalatti sziklaformációt fedeztek fel a szigettől délre. Ez az úgynevezett Jonaguni monumentum, mely lépcsőzetes teraszokat képező sima oldalú és hegyes sarkú kőtömbökből áll. Bár az akadémikusok egy része úgy véli, hogy természetes diaklázisról lehet szó, Kimura Maszaaki, a Rjúkjúi Egyetem szeizmológus professzora és sok más kutató szerint a romok mesterséges eredetűek és 2-3000 évesek lehetnek. Az építmények földrengés következtében süllyedtek a tengerbe, jelenleg 10 m vízréteg alatt fekszenek. A korábbi szárazföldi eredetet támasztja alá az egyes barlangokban található cseppkő, ami víz alatt nem jön létre.
Patrick D. Nunn, a Dél-Csendes-óceáni Egyetem óceáni földtudományi professzora alaposan tanulmányozta a képződményeket és arra az álláspontra jutott, hogy a vízalatti képződmények tovább folytatódnak fölfelé és palás szerkezetűek, amelyeket „kizárólag természetes folyamatok formáltak”, s „nincsen semmilyen ok azt feltételezni, hogy mesterségesek lennének”.

## Közlekedés
A Jonaguni repülőtér 1943 óta működik a sziget északi részén. Kezdetben katonai célra használták, 1957-től polgári repülőtér, 2007 óta pedig már nemzetközi szolgálatot teljesít. A futópálya hossza 2000 m.
A sziget Isigakiból hajójárattal is elérhető.

## Fordítás
Ez a szócikk részben vagy egészben  a   Yonaguni című angol Wikipédia-szócikk ezen változatának fordításán alapul.  Az eredeti cikk szerkesztőit annak laptörténete sorolja fel. Ez a jelzés csupán a megfogalmazás eredetét és a szerzői jogokat jelzi, nem szolgál a cikkben szereplő információk forrásmegjelöléseként.